# Мејо (Флорида)
Мејо (енгл. Mayo) град је у америчкој савезној држави Флорида. По попису становништва из 2010. у њему је живело 1.237 становника.

## Демографија
Према попису становништва из 2010. у граду је живело 1.237 становника, што је 249 (25,2%) становника више него 2000. године.
| Група             | 2000.       | 2010.       |
| Белци             | 537 (54,4%) | 687 (55,5%) |
| Афроамериканци    | 271 (27,4%) | 304 (24,6%) |
| Азијати           | 0 (0,0%)    | 7 (0,6%)    |
| Хиспаноамериканци | 166 (16,8%) | 211 (17,1%) |
| Укупно            | 988         | 1.237       |